# Franco Rossi
Franco Rossi (19. dubna 1919 Florencie – 5. června 2000 Řím) byl italský filmový scenárista a režisér, známý hlavně díky režírování šestidílné šestihodinové televizní série Quo Vadis?, která byla natočena podle knihy Henryka Sienkiewicze Quo vadis.

## Biografie
Rossi se narodil ve Florencii. Studoval práva a poté začal pracovat v divadle. Byl asistentem režiséra Maria Cameriniho. Poprvé vystoupil jako režisér filmu Camicie Rosse (Anita Garibaldi, 1952), kdy převzal režírování filmu po režisérovi Goffredo Alessandrinim, který opustil produkci. Jeho prvním úspěchem byla komedie Il seduttore, ve které mimo jiné hrál italský herec Alberto Sordi. Dalším jeho úspěšným filmem byl film Alta infedeltà (1964; Velká nevěra), Le Bambole (1965) nebo akční dobrodružná komedie Porgi l'altra guancia (1974; Dva misionáři), ve které hrála dvojice Bud Spencer a Terence Hill.
Byl jedním z prvních uznávaných filmových režisérů, kteří pracovali pro televizi. Jeho největším televizním počinem byla televizní série Quo Vadis? (1985).

## Filmografie
Franco Rossi byl režisérem více než 30 filmů nebo televizních sérií. K několika z nich si i sám napsal scénář.
- 2001: Imperial Treasures
- 1994: Michele alla guerra (TV film)
- 1987: Un bambino di nome Gesù (Dítě jménem Ježíš; TV film)
- 1987: Scialo, Lo (TV seriál)
- 1985: Quo vadis (TV film)
- 1982: Il Campione ebreico
- 1982: Storia d'amore e d'amicizia (TV seriál)
- 1977: L’ Altra metà del cielo
- 1976: Come una rosa al naso (Panenství)
- 1974: Porgi l'altra guancia (Dva misionáři)
- 1974: Eneide (Eneida)
- 1974: Il Giovane Garibaldi (TV seriál)
- 1969: Giovinezza, giovinezza (Generace oné doby)
- 1968: Capriccio all'italiana
- 1968: Odissea (Odysseova dobrodružství; TV seriál)
- 1967: Le streghe (Čarodějky)
- 1966: Non faccio la guerra, faccio l'amore
- 1965: Le Bambole
- 1965: I Complessi
- 1964: Controsesso (Opačné pohlaví)
- 1964: Tre notti d'amore
- 1964: Alta infedeltà (Velká nevěra)
- 1962: Odissea nuda
- 1962: Smog
- 1959: Morte di un amico
- 1959: Tutti innamorati
- 1958: Amore a prima vista
- 1955: Amici per la pelle
- 1954: Il Seduttore
- 1952: Solo per te Lucia
- 1950: I Falsari